# Gmach Wydziału Studiów Międzynarodowych i Politycznych Uniwersytetu Jagiellońskiego
Gmach Wydziału Studiów Międzynarodowych i Politycznych – budynek Uniwersytetu Jagiellońskiego znajdujący się w Krakowie w dzielnicy V Krowodrza na Czarnej Wsi przy ulicy Władysława Reymonta 4.

## Historia
Tereny, na których znajduje się gmach, stanowiły historycznie część Błoń, rozlewiska płynącej licznymi kanałami rzeki Rudawy. Zabudowa tego obszaru budynkami użyteczności publicznej zaczęła się w okresie międzywojennym, kiedy to zrealizowano między innymi gmachy Akademii Górniczo-Hutniczej i Biblioteki Jagiellońskiej. W okresie powojennym kontynuowano rozbudowę zaplecza dydaktycznego uczelni w okolicy. 
Budynek UJ przy ulicy Reymonta 4 powstał w latach 1964–1970 na potrzeby Wydziału Fizyki i Matematyki UJ, który to miał swoją siedzibę w obiekcie do 2015 roku. Inwestycja realizowana była w ramach obchodów jubileuszu 600-lecia Uniwersytetu Jagiellońskiego. Projekt gmachu sporządził zespół, któremu przewodził Stanisław Juszczyk – projektant specjalizujący się w sporządzaniu planów budynków użyteczności publicznej, w szczególności obiektów akademickich. Współpracowali z nim Ludomira Leszczyńska, Zdzisław Szpyrkowski i Kazimierz Syrek. 
Po roku 2005 dokonano remontu elewacji gmachu. Obiekt został docieplony i pokryty tynkiem cienkowarstwowym. Działania te spowodowały zaburzenie pierwotnej formy architektonicznej budynku, którego elewację zdobiły wcześniej proste detale stworzone przy użyciu prefabrykatów lub poprzez żłobienie tynków. Dokonano podówczas również wymiany okien, w ramach której dotychczasowy podział przeszkleń na dwie zastąpiono nowym podziałem na trzy części. Nowe okna zawarto ponadto w szerokich profilach z PCV, co dodatkowo wpłynęło na zatarcie pierwotnego wyrazu architektonicznego gmachu.
Po przeniesieniu się Wydziału  Fizyki, Astronomii i Informatyki Stosowanej do nowych obiektów na Kampusie 600-lecia Odnowienia Uniwersytetu Jagiellońskiego na Ruczaju gmach decyzją władz rektorskich przeznaczony został na siedzibę Wydziału Studiów Międzynarodowych i Politycznych. W 2017 roku rozpoczęła się gruntowna przebudowa budynku. Prace objęły między innymi zmianę układu pomieszczeń, adaptację pomieszczeń laboratoryjno-warsztatowych na sale biblioteczne i dydaktyczne, wymianę instalacji wewnętrznych i termomodernizację. Obiekt wyposażono w system zarządzania BMS, który daje możliwość monitorowania i zarządzania wszystkimi urządzeniami na terenie budynku. Na południowej elewacji zainstalowano panele fotowoltaiczne, które pełnią również funkcję zacieniającą. Na zachodniej elewacji od strony Parku Jordana zamontowano ponadto kilkanaście budek dla jerzyków. Dokonano również uporządkowania zieleni na obszarze inwestycji, uzupełniono nasadzenia drzew, m.in. grabów i dębów. Generalnym wykonawcą prac była spółka HOCHTIEF Polska S.A. Koszty modernizacji obiektu wyniosły 84 mln złotych. Inwestycję sfinansowano ze środków budżetowych, dotacji Narodowego Funduszu Ochrony Środowiska i Gospodarki Wodnej oraz wkładu własnego uczelni i WSMiP UJ. Remont zakończył się na początku 2021 roku. Wtedy też do nowej siedziby przeniósł się Wydział Studiów Międzynarodowych i Politycznych. Oficjalne otwarcie gmachu wydziału po przebudowie nastąpiło 7 września 2021 roku.

## Architektura
Gmach w WSMiP UJ jest budynkiem ośmiokondygnacyjnym o powierzchni użytkowej ponad 11 000 m². Znajdują się w nim cztery duże aule, ponad 60 sal dydaktycznych, pokoje dla pracowników, strefa studencka i biblioteka wydziałowa. 
Kompozycję architektoniczną gmachu stanowi podłużny, ekspresyjny układ kilku brył. Wychodząca znacznie przed linię budynku, dolna, obszerna, dwukondygnacyjna podstawa mieści wejście główne do budynku. Stanowi je lekka, ażurowa konstrukcja, którą zamyka hol główny. Po wschodniej stronie wejścia głównego mieszczą się audytoria i sale wykładowe. Po zachodniej stronie wejścia zaplanowano pomieszczenia warsztatów. Charakterystycznym elementem tej części budynku oraz kontrapunktem kompozycji całości jest kubiczna bryła hali wysokich napięć. Podstawę gmachu wieńczy pięć kondygnacji mieszczących sale wykładowe, dawniej również laboratoria. Elewacje tej części obiektu utrzymane są w kompozycji podłużnej, trójtaktowej. Dominują tutaj pasy pięciu kondygnacji obszernych przeszkleń. Okna złączono w pary, które usytuowane ukośnie w stosunku do linii ściany tworzą podłużny, zygzakowaty wzór dekoracyjny. Powyżej tego układu sytuuje się ostatnia, niższa od pozostałych, kondygnacja. Pierwotnie ozdobiona ona była gęstym wzorem z okien, których układ nawiązywał formą do kształtu attyki. Na zakończeniach korpusu budynku linia dachu nieznacznie się wznosi, co potęguje wrażenie ekspresji bryły. 
Gmach zlokalizowano w pewnym oddaleniu od linii ulicy Reymonta. Zabieg ten umożliwił stworzenie przed budynkiem obszernego placu. Jego przestrzeń dopełniono pomnikiem Stefana Banacha. Odsłonięcia popiersia projektu prof. Małgorzaty Olkuskiej dokonał rektor Uniwersytetu Jagiellońskiego prof. Aleksander Koj 30 sierpnia 1999 roku.

## Galeria

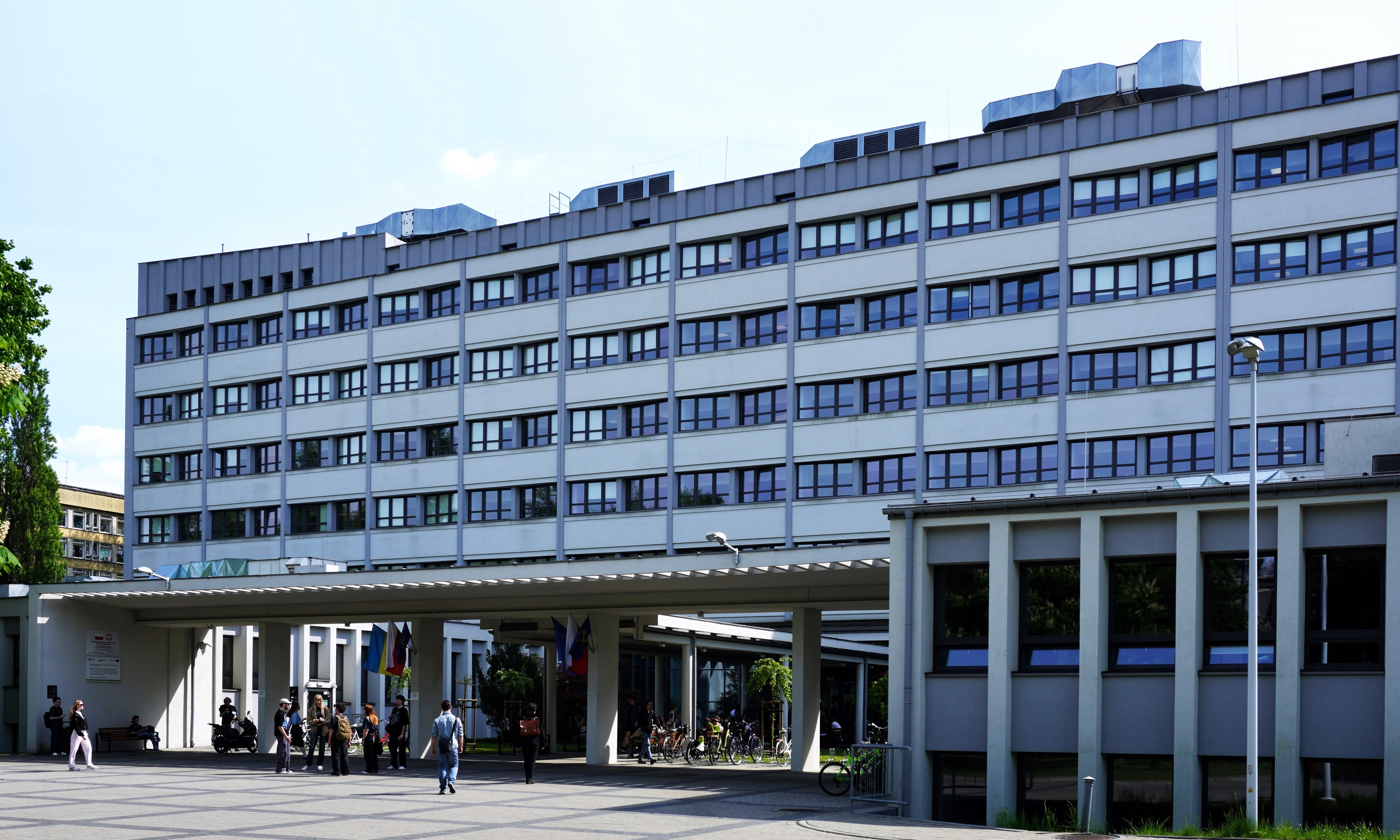
Widok gmachu od północnego zachodu
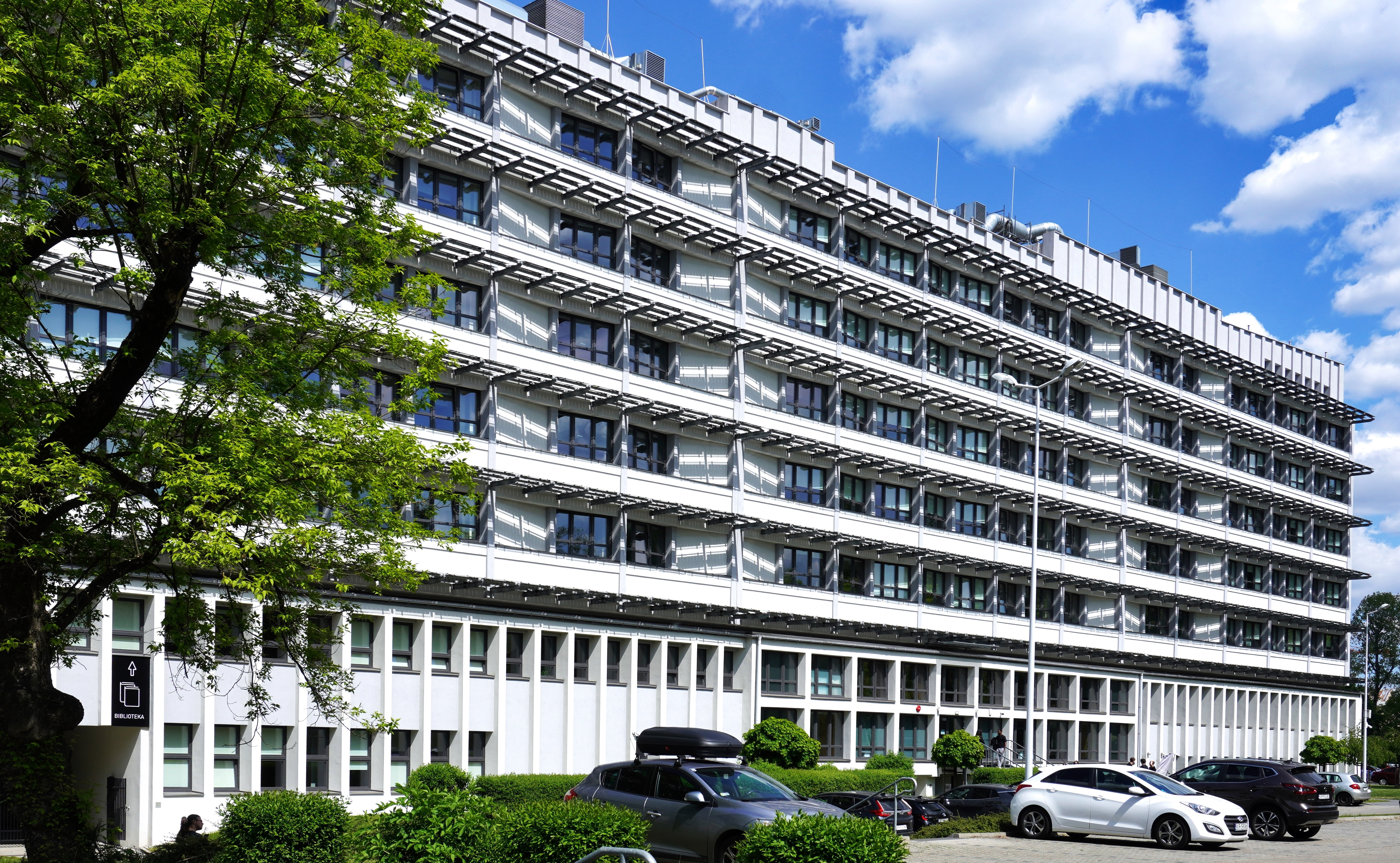
Widok gmachu od południa
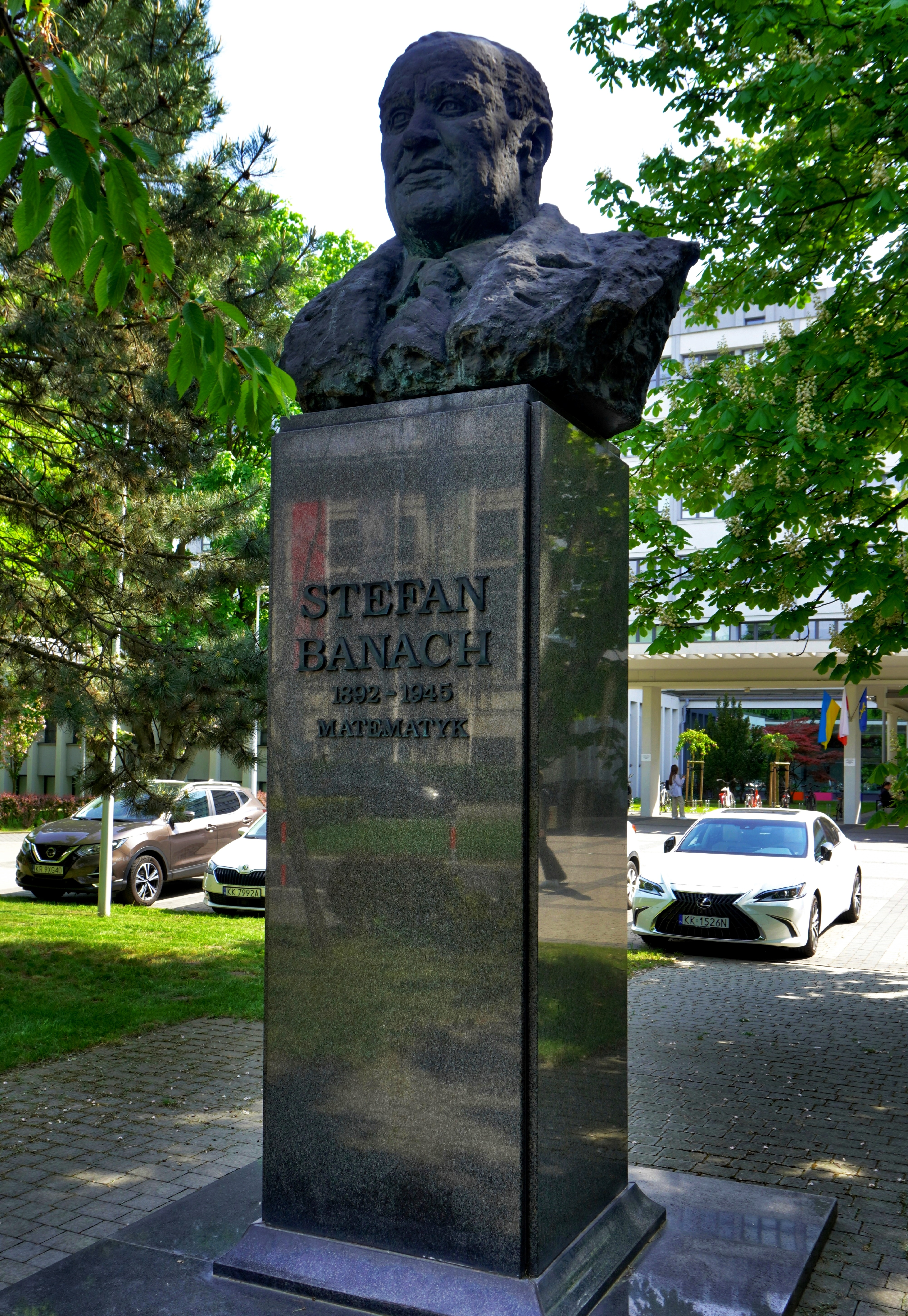
Pomnik Stefana Banacha przed gmachem